# Scott Tixier
Scott Tixier (Montreuil (Seine-Saint-Denis), 26 februari 1986) is een Franse jazzviolist. Hij is professor jazzviool en alternatieve stijlen aan de University of North Texas.

## Biografie
Tixier studeerde klassieke viool aan het conservatorium in Parijs. Daarna studeerde hij improvisatie als autodidactische jazzmuzikant, bij Florin Niculescu en vervolgens bij Malo Vallois.
Scott Tixier heeft in vele genres gewerkt, in het theater, filmscores, Broadway-shows, voor Sony Pictures Entertainment, ARTE Creative, Heineken, Dos Equis, Fisher-Price, America's Got Talent bij NBC, met Zedd in de Late Show with David Letterman bij CBS, voor Josh Groban, Harvey Keitel, Robert De Niro, Sting, Jean Reno, Whoopi Goldberg, Marc Jacobs, Keith David, Pierre Palmade, Pierre Richard, David Ackroyd, NBA-speler Allan Houston, Christina Aguilera, Chrisette Michele, Doug E. Fresh, JR, Ariana Grande en Monica Dogra.
Hij heeft opgetreden en opgenomen met een breed scala aan artiesten, waaronder Stevie Wonder, Elton John, Roger Waters, Kenny Barron, John Legend, Chris Potter, Christina Aguilera, Common, Anthony Braxton, Joss Stone, Gladys Knight, Natalie Cole, Wayne Brady, Chris Walden, Greg Phillinganes, Ray Chew, The Isley Brothers, Cory Smythe, Maceo Parker, Janet Cardiff, Siegfried Kessler, Tony Middleton, Lonnie Plaxico, Myron Walden, Clifford Adams (Kool & the Gang), Helen Sung, Brice Wassy, Gerald Cleaver, Lew Soloff, Yvonnick Prene, Tigran Hamasyan, James Weidman, Marcus McLaurine, Giada Valenti en Tommy Sims.
Hij speelde in de Carnegie Hall, de Radio City Music Hall, Madison Square Garden, Barclays Center, de Golden Globes, Jazz at Lincoln Center, de Blue Note Jazz Club, het Apollo Theater, de Smalls Jazz Club, The Stone, Roulette, Smoke Jazz, Hammerstein Ballroom, Joe's Pub, Williamsburg Music Center, Prudential Center en het Capitool van de Verenigde Staten.
Als tiener werd Scott uitgenodigd voor verschillende masterclasses bij enkele van de beste jazzmuzikanten, waaronder Elvin Jones, McCoy Tyner en Steve Coleman. Scott Tixier heeft ook introductiebrieven ontvangen van Jean-Luc Ponty, Pat Metheny, Marcus Miller, Mark Feldman, Jacques Schwarz-Bart en Lonnie Plaxico.
- In 2008 werd hij gesteund door Corelli Savarez[2] (strijkers) en in november 2011 werd hij gecontracteerd door het Amerikaanse platenlabel Sunnyside Records.
- In mei 2013 was Scott Tixier de violist voor de 74e verjaardag van Harvey Keitel. In 2014 was hij te zien op de Original Motion Picture Soundtrack voor de film John Wick, met in de hoofdrol Keanu Reeves en Willem Dafoe (Tixier verscheen in de film).
- In 2014 en 2015 trad hij op met Stevie Wonder voor de performance-toer Songs in the Key of Life.
- In 2016 bracht Tixier een nieuwe studio-opname uit voor Sunnyside Records in de Avatar Studios in New York en werkte hij samen met de bekroonde fotograaf Franck Bohbot, die de albumhoesfotografie deed. Het nieuwe album bevatte ook de Grammy Awards-winnaar Chris Potter en Pedrito Martinez en werd geproduceerd door Donald Brown.
- Op 15 augustus 2016 waren twee van de nummers Dig It en 100,000 Hours van het album Cosmic Adventure te horen bij NPR voor de show Morning Edition, georganiseerd door David Greene tijdens This Week in Politics.[3][4] Morning Edition is een van de best beoordeelde openbare radioshows.[5][6]
- Op 22 oktober 2016 trad Tixier op met Kevin Spacey, Cassandra Wilson, Patti Austin, Andra Day, David Alan Grier en Lizz Wright naast het Count Basie Orchestra in het Apollo Theater om de 100ste verjaardag van Ella Fitzgerald te vieren.[7]

Cosmic Adventure werd door DownBeat Magazine geselecteerd als «Beste albums van 2016».
- In mei 2017 trad Tixier op met Roger Waters voor de publicatie van het eerste album Is This the Life We Really Want? van Waters in 24 jaar. De show werd gehouden in de Stephen Colbert Late Show bij CBS.
- In januari 2018 trad Tixier op met Chris Martin voor Elton John in Madison Square Garden in New York, met speciale gasten voor de met een Grammy Award genomineerde Miley Cyrus, Kesha John Legend en een speciaal optreden van Elton John zelf.
- In 2018 trad Tixier toe tot de faculteit van de University of North Texas als de eerste professor voor jazzviool en alternatieve stijlen en creëerde een nieuw programma, gewijd aan improvisatie met snaarinstrumenten.
- In 2019 voegde Tixier zich bij componist Hans Zimmer om The Lion King Original Motion Picture Soundtrack op te nemen. Datzelfde jaar nam hij ook de Charlie's Angels-soundtrack op met componist Brian Tyler.[9]

## Onderscheidingen
- 2007: Trophées du Sunside
- 2012: Top 50 album, Brooklyn Bazaar, Jazztimes Critics' Poll[10]
- 2018: Rising Star (viool), DownBeat Critics' Poll
- 2020: Grammy Awards voor deelname aan de Lion King soundtrack, Lion King score, en het John Legend Christmas Album

## Discografie

### Als leader
- 2016: Cosmic Adventure  (Sunnyside)
- 2017: Brooklyn Bazaar (Sunnyside)

### Als sideman
- 2017: Keyon Harrold, The Mugician (Sony)
- 2019: Charnett Moffett, Bright New Day (Motema)
- 2020: Jana Herzen, Nothing but Love (Motema)

## Filmografie
- 2005: Tous Places, Alban Capello, Atypik, Equidia TV
- 2008: Pierre et Fils Pierre Palmade, TF1
- 2011: Silent Night regie door Bryan Parker (Sony)
- 2011: Ogres, les Fauves de Farafangan door Landre Bernard Brunel, ARTE Creative
- 2013: Double Jeux Tony Tixier Quartet invite Scott Tixier, CINAPS TV
- 2013: America's Got Talent seizoen 8, Ep 824, 826 en 827 bij NBC
- 2013: David Letterman Show bij CBS
- 2014: Les Cent Quarante-six Marches, Janet Cardiff Video Walk, Fondation Louis Vuitton
- 2014: Trillium J Anthony Braxton DVD (fine cut version)
- 2014: John Wick met Keanu Reeves en Willem Dafoe
- 2015: America's Got Talent seizoen 10
- 2016: The Tonight Show Starring Jimmy Fallon seizoen 4, aflevering 45
- 2016: The Late Show with Stephen Colbert  seizoen 1, aflevering 148
- 2018: The Clovehitch Killer met Charlie Plummer en Dylan McDermott
- 2019: The Lion King met Beyonce en Donald Glover
- 2019: Charlie's Angels
- 2020: Da 5 Bloods a Spike Lee movie
- 2020: Coming 2 America met Eddie Murphy